# Canal de dérivation
Un canal de dérivation est un ouvrage hydraulique destiné à diminuer le débit de crue (montée de l'eau) d'un cours d'eau. Il provoque parfois des conflits d'usage (conflits qui interviennent quand une ressource ou un territoire est disputé par plusieurs activités).
Le canal de dérivation fonctionne comme un bypass hydraulique, de manière à diminuer le quota de crue maximum du cours d'eau auquel est soustraite l'eau. Généralement, l'eau canalisée dans la dérivation aboutit dans un grand réservoir, qui peut être un lac ou la mer.

## Fonctionnement

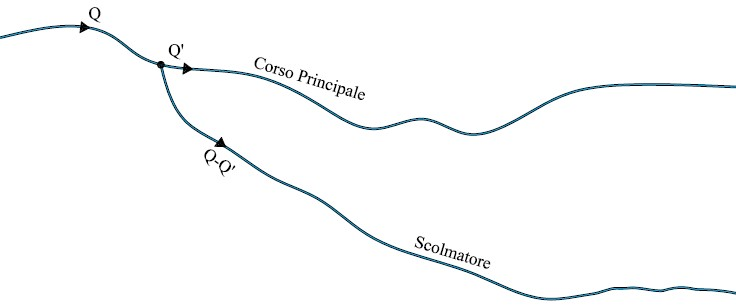
Schéma d'un canal de dérivation

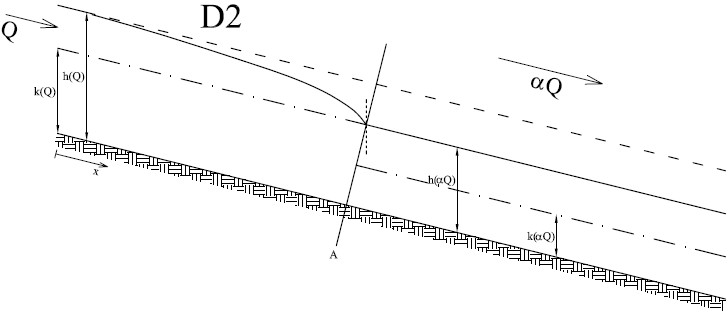
Profil hydraulique d'un canal de dérivation

En théorie, le mouvement est variable mais il est généralement schématisé comme un mouvement continu ; il est donc possible de retracer une hauteur de mouvement uniforme {\displaystyle h_{0}} et une hauteur critique {\displaystyle k} dans un lit à faible pente ({\displaystyle h_{0}>k}) et dont le courant est vraisemblablement lent. On trace le profil d'aval en amont en considérant une section de vallée et, de là, en regardant la vallée, s'il ne se produit pas de perturbation, on considère que le mouvement est uniforme après la section A, on aura donc un profil D2 avant la section A. La présence du canal de dérivation génère le profil présenté sur le schéma. 

## Caractéristiques
L'objectif d'un canal de dérivation est de réduire le débit de crue sur des parcours localisés. L'efficacité de telles interventions est très élevée, dans ce sens où la tutelle du territoire alentour en bénéficie, et globalement, à l'échelle d'un bassin, modeste, à moins que le canal n'alimente un grand réservoir, que ce soit un lac ou la mer. 